# 15676 Almoisheev
15676 Almoisheev este un asteroid din centura principală de asteroizi.

## Descriere
15676 Almoisheev este un asteroid din centura principală de asteroizi. A fost descoperit pe 8 octombrie 1978 la Observatorul de Astrofizică din Crimeea de Liudmila Cernîh. Asteroidul prezintă o orbită caracterizată de o semiaxă mare de 3,15 ua, o excentricitate de 0,33 și o înclinație de 4,8° în raport cu ecliptica.